# Come Blow Your Horn
Come Blow Your Horn (bra: O Bem-Amado) é um filme estadunidense de 1963, do gênero comédia, dirigido por Bud Yorkin, com roteiro de Norman Lear baseado na peça teatral Come Blow Your Horn, de Neil Simon.

## Elenco
- Frank Sinatra...Alan Baker
- Lee J. Cobb...Harry R. Baker
- Molly Picon...Senhora Sophie Baker
- Barbara Rush...Connie
- Jill St. John...Peggy John
- Dan Blocker...Senhor Eckman
- Phyllis McGuire...Madame Eckman
- Tony Bill...Buddy Baker

## Prêmios e indicações
| Prêmio             | Categoria                         | Recipiente                                                        | Resultado |
| ------------------ | --------------------------------- | ----------------------------------------------------------------- | --------- |
| Oscar 1964         | Melhor direção de arte            | Hal Pereira, Roland Anderson; Sam Comer, James Payne (cenografia) | Indicado  |
| Globo de Ouro 1964 | Melhor atriz - comédia ou musical | Molly Picon                                                       | Indicado  |
| Globo de Ouro 1964 | Melhor atriz - comédia ou musical | Jill St. John                                                     | Indicado  |
| Globo de Ouro 1964 | Melhor ator - comédia ou musical  | Frank Sinatra                                                     | Indicado  |
| Globo de Ouro 1964 | Melhor ator coadjuvante           | Lee J. Cobb                                                       | Indicado  |

## Sinopse
Solteirão inveterado e playboy se dispõe a ensinar o irmão mais novo a se dar bem com as mulheres, sem perceber que a ambição do caçula é tomar seu lugar nos negócios da família.

## Recepção
Come Blow Your Horn foi classificado em 15.º lugar na lista dos filmes mais assistidos de 1963, tendo arrecadado 12,7 milhões de dólares nos Estados Unidos.